# 米赛亚努斯
米塞亚努斯（Messianus，？—456年10月18日），罗马将领。

## 生平
米塞亚努斯是455年登基的罗马皇帝阿维图斯的手下。456年，罗马意大利野战军在里西梅尔和马约里安的领导下发动叛乱反抗阿维图斯，于同年9月17日击败并处决了阿维图斯任命的全军统帅雷米斯图斯。
阿维图斯随后任命米塞亚努斯继任，并于同年10月中旬率领军队在皮亚琴察附近与叛军交战，败绩，米塞亚努斯于此战中被杀，而阿维图斯则被迫退位并成为皮亚琴察主教，不久去世。